# وليد الجري
وليد خالد فهد الجري  من مواليد 1960. نائب سابق في مجلس الأمة الكويتي من عام 1996 حتى 2006.

## نبذة شخصية
حاصل على ليسانس شريعة وحقوق وعمل مدير تحقيق محافظة حولي.

## انتخبات مجلس الامة
شارك في انتخابات مجلس الأمة الكويتي 1996 في الدائرة الدائرة الحادية والعشرون، وحصل على المركز الأول برصيد 3379 صوت وفاز بالانتخابات ، وشارك في انتخابات مجلس الأمة الكويتي 1999 في الدائرة الدائرة الحادية والعشرون، وحصل على المركز الأول برصيد 4067 صوت وفاز بالانتخابات ، وشارك في انتخابات مجلس الأمة الكويتي 2003 في الدائرة الحادية والعشرون، وحصل على المركز الأول برصيد 4092 صوت فاز الانتخابات.

## المواقف البرلمانيه
- إحالة قانون الدوائر إلى عشر إلى المحكمة الدستورية 2006 : غير موجود
- تقليص الدوائر إلى خمس 2006 : كتلة ال 29
- حقوق المرأة السياسية 2005 : رافض القانون
- حقوق المرأة السياسة - الانتخابات البلدية 2005 : رافض القانون / ممتنع
- طلب طرح الثقة بالجارالله 2005 : مؤيد الاستجواب
- طلب احالة حقوق المرأة السياسية إلى المحكمة الدستورية 2005 : لا يطلب
- تقليص الدوائر 2004 : ممتنع/دعم التقليص
- طرح الثقة بالنوري 2004 : مؤيد طرح الثقة
- طلب لجنة تحقيق في هاليبرتون 2004 : طلب لجنة تحقيق
- طرح الثقة بشرار 2003: معارض لطرح الثقة
- طرح الثقة بالإبراهيم 2002: مؤيد طرح الثقة
- تجنيس البدون 2000: موافق
- طرح الثقة بالصبيح 2000: مؤيد لطرح الثقة